# Semiothisa subcolumbata
Semiothisa subcolumbata là một loài bướm đêm trong họ Geometridae.